# František Kopecký (politik ODS)
František Kopecký (* 6. října 1954, Vítkovice) je český politik, volejbalový reprezentant a programátor, bývalý senátor za obvod č. 69 – Frýdek-Mistek a člen ODS.

## Vzdělání, profese a rodina
Po maturitě v roce 1973 na gymnáziu v Ostravě-Vítkovicích vystudoval vystudoval v letech 1973–1978 systémové inženýrství na Vysoké škole báňské. V letech 1979–1986 pracoval jako technik v podniku Vítkovice, a.s. Mezi lety 1987–1990 byl zaměstnán jako vedoucí výpočetního střediska v JZD Fryčovice. V roce 1990 spoluzaložil firmu na ekonomický software APLEX s.r.o., kde od té doby působí jako analytik-programátor a společník. S manželkou Danou vychoval dceru Gabrielu.

## Volejbal
V letech 1974–1984 na špičkové úrovni hrál volejbal v klubech TJ Vítkovice, Dukla Liberec a TJ Vítkovice. Svého největšího sportovního úspěchu se dočkal v roce 1982, kdy se s československou volejbalovou reprezentací zúčastnil Mistrovství světa ve volejbale 1982 v Argentině. V letech 1999–2010 zastával funkci předsedy klubu VK DHL Ostrava, na tento post rezignoval v souvislosti s odchodem hlavního sponzora DHL. Od roku 2005 zastává funkci místopředsedy Českého volejbalového svazu, do jehož čela v roce 2009 kandidoval, ovšem jeho kandidatura byla neplatná.

## Politická kariéra
V roce 1991 vstoupil do ODS. V letech 1990–1998 zasedal v zastupitelstvu Fryčovic. V období 2000–2002 vykonával funkci zastupitele Moravskoslezského kraje.
Ve volbách 2002 se stal členem horní komory českého parlamentu, když v obou kolech porazil komunistu Ivana Vrbu. V senátu se věnoval činnosti ve Výboru pro hospodářství, zemědělství a dopravu, kde v období 2006–2008 zastával funkci místopředsedy, v letech 2004–2006 předsedal Podvýboru pro dopravu Výboru pro hospodářství, zemědělství a dopravu.
Ve volbách 2008 svůj mandát obhajoval, ovšem v obou kolech jej předčila primátorka Frýdku- Místku Eva Richtrová.